# North Harbour (rugby)
El equipo de North Harbour es una selección provincial profesional de Nueva Zelanda que representa a la North Harbour Rugby Union del área norte de Auckland en competencias locales de rugby.
Participa anualmente en el National Provincial Championship.
En el Super Rugby es representado por el equipo de Blues.

## Historia
Fue fundada en 1985, como una división de la zona norte de Auckland.
Desde el año 1985 participa en la principal competición entre clubes provinciales de Nueva Zelanda, en la ha logrado varios campeonatos de segunda y tercera división.
Desde el año 2016 participa en la Premiership, la primera división de la Mitre 10 Cup.

## Palmarés

### Segunda División
- Championship de la Mitre 10 Cup (1): 2016
- Segunda División del NPC (1): 1987

### Tercera División
- Tercera División del NPC (1): 1985

## Jugadores emblemáticos
- Frano Botica
- Frank Bunce
- Troy Flavell
- Buck Shelford
- Walter Little
- Ian Jones
- Eric Rush
- Glen Osborne
- Rico Gear